# Pietro Pinna (politico)
Pietro Pinna (Dorgali, 16 giugno 1925 – Cagliari, 28 agosto 2006) è stato un giornalista, scrittore e politico italiano.

## Biografia
Giornalista, fin da giovane è esponente del PSI, con cui viene eletto consigliere regionale in Sardegna. 
Nel 1964 partecipa alla scissione che dà vita al Partito Socialista Italiano di Unità Proletaria. Nel 1972 viene eletto senatore nella lista PCI-PSIUP, pochi mesi dopo - con lo scioglimento del suo partito - confluisce nel Partito Comunista Italiano, con cui viene rieletto al Senato anche nel 1976 e nel 1979, conclude il mandato parlamentare nel 1983.
Dopo la svolta della Bolognina aderisce al Partito Democratico della Sinistra e poi ai Democratici di Sinistra.
Muore all'età di 81 anni, il 28 agosto 2006.